# Muzeum Przyrodniczo-Łowieckie „Knieja” w Nowosiółkach
Muzeum Przyrodniczo-Łowieckie „Knieja” w Nowosiółkach – prywatne muzeum położone we wsi Nowosiółki (powiat leski), stanowiące własność Henryki i Jerzego Wałachowskich.
Placówka powstała w 2002 roku. Na wystawie prezentowane są trofea łowieckie z Polski (jeleń karpacki, sarna, mniejsze ptaki i ssaki) oraz zagranicy (piżmowiec syberyjski i niedźwiedź brunatny z Syberii, renifer z Laponii). Poza zbiorami przyrodniczymi w placówce prezentowane zdjęcia, obrazujące historię Nowosiółek i okolicy.

W pobliżu muzeum poprowadzona jest ścieżka przyrodnicza „Na tropie mieszkańców karpackiej puszczy” oraz znajduje się zagroda, w której hodowane są świniodziki oraz zlokalizowany jest staw rybny.
Muzeum świadczy również usługi przewodnickie oraz gastronomiczne po uprzednim zamówieniu.
Placówka jest obiektem całorocznym. Wstęp jest płatny